# Уряд Уганди
Уряд Уганди — вищий орган виконавчої влади Уганди.

## Голова уряду
- Прем'єр-міністр — Рухакана Ругунда (англ. Ruhakana Rugunda).
- Перший віце-прем'єр-міністр — Мозес Алі (англ. Moses Ali).
- Другий віце-прем'єр-міністр — Кірунда Ківеджинджа (англ. Kirunda Kivejinja).

## Кабінет міністрів
Склад чинного уряду подано станом на 29 серпня 2016 року.
| Логотип | Міністерство                                                                           | Міністр                                            | Фото | Час на посаді | Час на посаді | Партія | Партія | Вебсайт |
| ------- | -------------------------------------------------------------------------------------- | -------------------------------------------------- | ---- | ------------- | ------------- | ------ | ------ | ------- |
|         | Міністерство Карамоджі                                                                 | Мозес Кізіге (Moses Kizige)                        |      |               |               |        |        |         |
|         | Міністерство у східноафриканських справах                                              | Кірунда Ківеджинджа (Kirunda Kivejinja)            |      |               |               |        |        |         |
|         | Міністерство внутрішніх справ                                                          | Генрі Тумукунде (Henry Tumukunde)                  |      |               |               |        |        |         |
|         | Міністерство внутрішніх справ                                                          | Джедже Одонго (Jeje Odongo)                        |      |               |               |        |        |         |
|         | Міністерство водних ресурсів і екології                                                | Сем Чепторіс (Sam Cheptoris)                       |      |               |               |        |        |         |
|         | Міністерство гендеру, праці та соціальних питань                                       | Джанат Муквая (Janat Mukwaya)                      |      |               |               |        |        |         |
|         | Міністерство державної служби                                                          | Грейс Мері Мугаса (Grace Mary Mugasa)              |      |               |               |        |        |         |
|         | Міністерство енергетики та корисних копалин                                            | Ірен Мулоні (Irene Muloni)                         |      |               |               |        |        |         |
|         | Міністерство земельних ресурсів, житлово-комунального господарства і міського розвитку | Бетті Амонджі (Betty Amongi)                       |      |               |               |        |        |         |
|         | Міністерство закордонних справ                                                         | Сем Кутеса (Sam Kutesa)                            |      |               |               |        |        |         |
|         | Міністерство інформації та комунікацій                                                 | Френк Тумвебазе (Frank Tumwebaze)                  |      |               |               |        |        |         |
|         | Міністерство місцевого самоврядування                                                  | Том Бутіме (Tom Butime)                            |      |               |               |        |        |         |
|         | Міністерство науки, технологій та інновацій                                            | Еліода Тумвесіг'є (Elioda Tumwesigye)              |      |               |               |        |        |         |
|         | Міністерство оборони і ветеранів                                                       | Адольф Мвесгіє (Adolf Mwesgiye)                    |      |               |               |        |        |         |
|         | Міністерство освіти та спорту                                                          | Джессіка Роуз Епел Алупо (Jessica Rose Apel Alupo) |      |               |               |        |        |         |
|         | Міністерство охорони здоров'я                                                          | Джейн Рут Аченг (Jane Ruth Acheng)                 |      |               |               |        |        |         |
|         | Міністерство справ президента                                                          | Естер Мбулакубуза Мбайо (Esther Mbulakubuza Mbayo) |      |               |               |        |        |         |
|         | Міністерство сільського господарства, тваринництва та риболовлі                        | Вінсент Сесмпіджа (Vincent Ssesmpijja)             |      |               |               |        |        |         |
|         | Міністерство торгівлі, промисловості та співробітництва                                | Амелія Кямбадде (Amelia Kyambadde)                 |      |               |               |        |        |         |
|         | Міністерство транспорту і робіт                                                        | Моніка Нтеге Азуба (Monica Ntege Azuba)            |      |               |               |        |        |         |
|         | Міністерство туризму, дикої природи та старовини                                       | Ефраїм Камунту (Ephraim Kamuntu)                   |      |               |               |        |        |         |
|         | Міністерство фінансів і економічного планування                                        | Матіа Касайджа (Matia Kasaija)                     |      |               |               |        |        |         |
|         | Міністерство юстиції та конституційних справ                                           | Кахінда Отафіїре (Kahinda Otafiire)                |      |               |               |        |        |         |
|         | Міністр Уганди у загальних справах офісу прем'єр-міністра                              | Мері Каруро Окурут (Mary Karooro Okurut)           |      |               |               |        |        |         |
|         | Міністр уряду Кампали                                                                  | Бетті Каміа-Турвомве (Betty Kamya-Turwomwe)        |      |               |               |        |        |         |
|         | Міністр без портфеля                                                                   | Абдул Наддулі (Abdul Nadduli)                      |      |               |               |        |        |         |
|         | Міністр уряду Уганди у справах парламентських зносин                                   | Рут Нанкабірва Сентаму (Ruth Nankabirwa Sentamu)   |      |               |               |        |        |         |

### Державні міністри
| Посада                                                          | Особа                                                 | Фото | Час на посаді | Час на посаді | Партія | Партія |
| --------------------------------------------------------------- | ----------------------------------------------------- | ---- | ------------- | ------------- | ------ | ------ |
| Державний міністр вищої освіти                                  | Джон Хризостом Муїнго (John Chrysostom Muyingo)       |      |               |               |        |        |
| Державний міністр внутрішніх справ                              | Канія Обіга (Kania Obiga)                             |      |               |               |        |        |
| Державний міністр водних ресурсів                               | Рональд Кібууле (Ronald Kibuule)                      |      |               |               |        |        |
| Державний міністр гендеру і культури                            | Піс Мутуузо (Peace Mutuuzo)                           |      |               |               |        |        |
| Державний міністр державної служби                              | Девід Карубанга (David Karubanga)                     |      |               |               |        |        |
| Державний міністр екології                                      | Мері Горетті Кітуту (Mary Goretti Kitutu)             |      |               |               |        |        |
| Державний міністр економічного нагляду                          | Бальтазар Касіріву-Атвукі (Baltazar Kasirivu-Atwooki) |      |               |               |        |        |
| Державний міністр енергетики                                    | Саймон Дуджанга (Simon D'Ujanga)                      |      |               |               |        |        |
| Державний міністр житла                                         | Кріс Беріомунсі (Chris Baryomunsi)                    |      |               |               |        |        |
| Державний міністр закордонних справ                             | Генрі Окелло Оієм (Henry Okello Oryem)                |      |               |               |        |        |
| Державний міністр землекористування                             | Персіс Намуганза (Persis Namuganza)                   |      |               |               |        |        |
| Державний міністр інформаційних технологій і зв'язку            | Айда Нантаба (Aidah Nantaba)                          |      |               |               |        |        |
| Державний міністр кооперативів                                  | Фредерік Нгобі Гуме (Frederick Ngobi Gume)            |      |               |               |        |        |
| Державний міністр корисних копалин                              | Пітер Локеріс (Peter Lokeris)                         |      |               |               |        |        |
| Державний міністр мікрофінансування                             | Гаруна Касоло Києюне (Haruna Kasolo Kyeyune)          |      |               |               |        |        |
| Державний міністр місцевого самоврядування                      | Дженніфер Намуянгу (Jennifer Namuyangu)               |      |               |               |        |        |
| Державний міністр міського планування                           | Ісаак Мусумба (Isaac Musumba)                         |      |               |               |        |        |
| Державний міністр надзвичайних ситуацій                         | Муса Ечверу (Musa Echweru)                            |      |               |               |        |        |
| Державний міністр народів та інтеграції                         | Саймон Локодо (Simon Lokodo)                          |      |               |               |        |        |
| Державний міністр оборони                                       | генерал Чарльз Енгола (Charles Engola)                |      |               |               |        |        |
| Державний міністр офісу віце-президента                         | Алекс Онзіма (Alex Onzima)                            |      |               |               |        |        |
| Державний міністр охорони здоров'я                              | Сара Опенді Ачієнг (Sarah Opendi Achieng)             |      |               |               |        |        |
| Державний міністр первинної медичної допомоги                   | Джойс Моріку (Joyce Moriku)                           |      |               |               |        |        |
| Державний міністр початкової освіти                             | Роузмарі Сенінде (Rosemary Seninde)                   |      |               |               |        |        |
| Державний міністр праці, зайнятості та відносин у промисловості | Герберт Кабафунзакі (Herbert Kabafunzaki)             |      |               |               |        |        |
| Державний міністр промисловості                                 | —                                                     |      |               |               |        |        |
| Державний міністр риболовлі                                     | —                                                     |      |               |               |        |        |
| Державний міністр спорту                                        | Чарльз Бакабулінді (Charles Bakabulindi)              |      |               |               |        |        |
| Державний міністр сільського господарства                       | Крістофер Кібазанга (Christopher Kibazanga)           |      |               |               |        |        |
| Державний міністр тваринництва                                  | Джой Кабатсі (Joy Kabatsi)                            |      |               |               |        |        |
| Державний міністр тваринництва                                  | Веріхе Кафабуса (Werikhe Kafabusa)                    |      |               |               |        |        |
| Державний міністр транспорту                                    | Еггрі Баджиїре (Aggrey Bagiire)                       |      |               |               |        |        |
| Державний міністр туризму                                       | Годфрі Ківанда (Godfrey Kiwanda)                      |      |               |               |        |        |
| Державний міністр у справах буньоро                             | Ернест Кіїза (Earnest Kiiza)                          |      |               |               |        |        |
| Державний міністр у справах Східноафриканського співтовариства  | Юліус Вандера Маганда (Julius Wandera Maganda)        |      |               |               |        |        |
| Державний міністр у справах ветеранів                           | Брайт Рвамірама (Bright Rwamirama)                    |      |               |               |        |        |
| Державний міністр у справах людей похилого віку й інвалідів     | —                                                     |      |               |               |        |        |
| Державний міністр у справах молоді та дітей                     | Флоренс Наківала Кіїнджі (Florence Nakiwala Kiyingi)  |      |               |               |        |        |
| Державний міністр у справах тесо                                | Агнес Акірор (Agnes Akiror)                           |      |               |               |        |        |
| Державний міністр уряду Кампали                                 | Бенна Намугваня (Benna Namugwanya)                    |      |               |               |        |        |
| Державний міністр у справах регіонів                            | Філемон Матеке (Philemon Mateke)                      |      |               |               |        |        |
| Державний міністр Карамоджі                                     | Барбара Ундо Некеса (Barbara Oundo Nekesa)            |      |               |               |        |        |
| Державний міністр Північної Уганди                              | Грейс Квіюквіні (Grace Kwiyucwiny)                    |      |               |               |        |        |
| Державний міністр трикутнику Луверо                             | Денніс Галабузі Ссозі (Dennis Galabuzi Ssozi)         |      |               |               |        |        |
| Державний міністр фінансування програм                          | Девід Бахаті (David Bahati)                           |      |               |               |        |        |
| Державний міністр фінансування інвестицій та приватизації       | Евелін Аніте (Evelyn Anite)                           |      |               |               |        |        |
| Державний міністр фінансів                                      | Габріель Аджедра Арідру (Gabriel Ajedra Aridru)       |      |               |               |        |        |